# Jussi Salila
Johan Gustaf „Jussi“ Salila (* 28. Juli 1884 in Hollola; † 12. August 1932 in Helsinki) war ein finnischer Ringer.

## Karriere
Salila begann seine internationale Karriere bei den Olympischen Spielen 1912 in Stockholm. Hier erreichte er im Halbschwergewicht im griechisch-römischen Stil die dritte Runde. Bei seiner zweiten Olympiateilnahme 1920 in Antwerpen wurde er im Schwergewicht im freien Stil Fünfter. Ein Jahr später errang er bei den Weltmeisterschaften in seinem Heimatland die Goldmedaille im Schwergewicht. Im Jahr 1924 folgte seine dritte und letzte Olympiateilnahme. Bei den Spielen in Paris platzierte sich der Sportler im Schwergewicht im griechisch-römischen Stil auf dem neunten Rang.
Auf nationaler Ebene errang er zwei Meistertitel – 1918 im griechisch-römischen Stil und 1924 im freien Stil. Zusätzlich erreichte er zweite Plätze im griechisch-römischen Stil in den Jahren 1913 und 1920.